# Champoulet
Champoulet ist eine französische Gemeinde mit 52 Einwohnern (Stand: 1. Januar 2022) im Département Loiret in der Region Centre-Val de Loire. Sie gehört zum Arrondissement Montargis und ist Teil des Kantons Gien. Die Einwohner werden Champoulois genannt.

## Geografie
Champoulet liegt etwa 77 Kilometer ostsüdöstlich von Orléans. Nachbargemeinden von Champoulet sind Breteau im Norden und Westen, Bléneau im Norden und Nordosten, Saint-Privé im Osten und Nordosten, Lavau im Südosten, Batilly-en-Puisaye im Süden und Südwesten sowie Dammarie-en-Puisaye im Westen und Südwesten.

## Bevölkerungsentwicklung
| Jahr                       | 1962 | 1968 | 1975 | 1982 | 1990 | 1999 | 2006 | 2018 |
| Einwohner                  | 88   | 79   | 96   | 82   | 72   | 69   | 55   | 61   |
| Quellen: Cassini und INSEE |      |      |      |      |      |      |      |      |

## Sehenswürdigkeiten

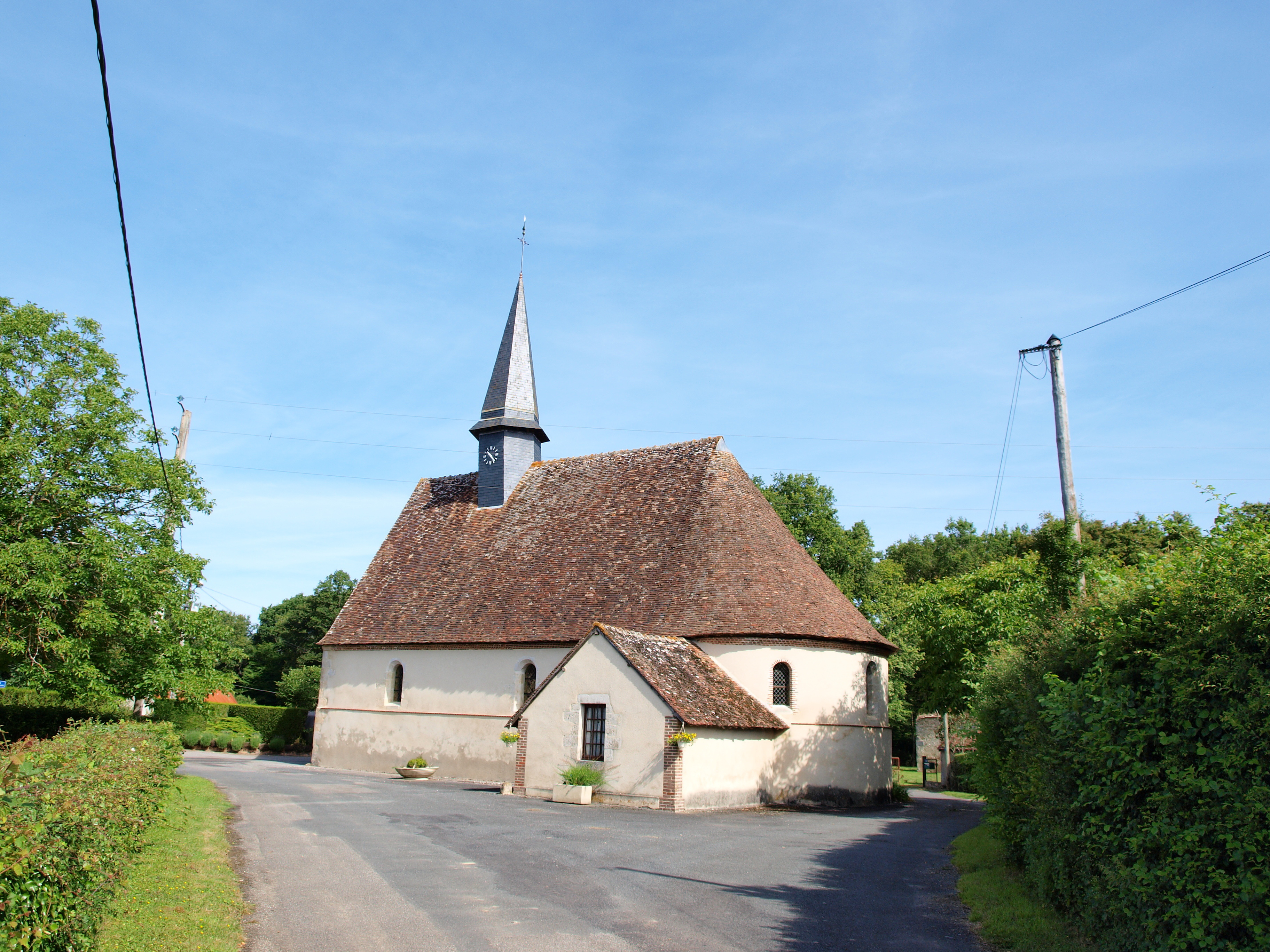
Kirche Saint-Roch
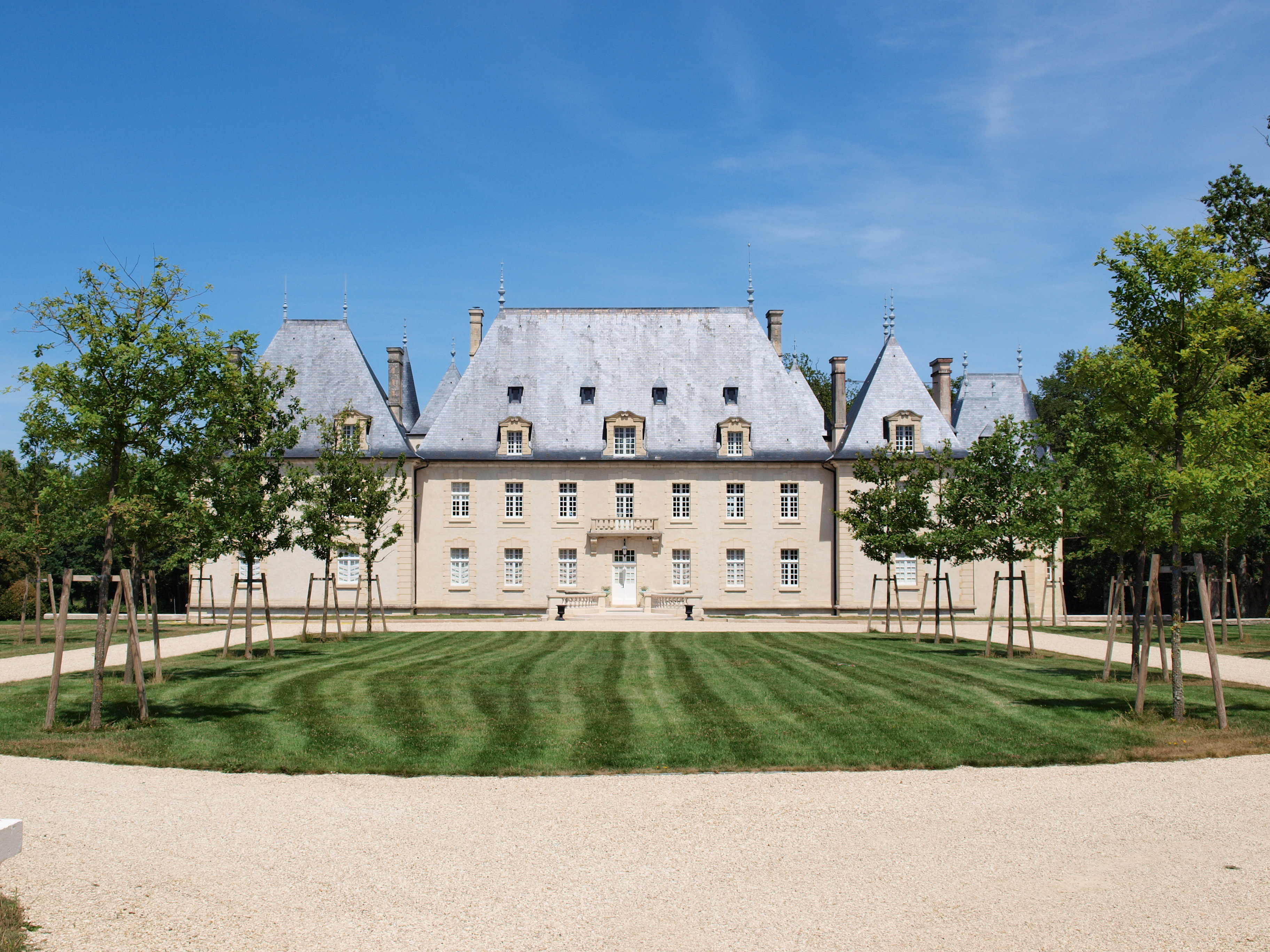
Schloss, 1444 erbaut

- Kirche Saint-Roch
- Schloss